# Ishikawa Masamochi

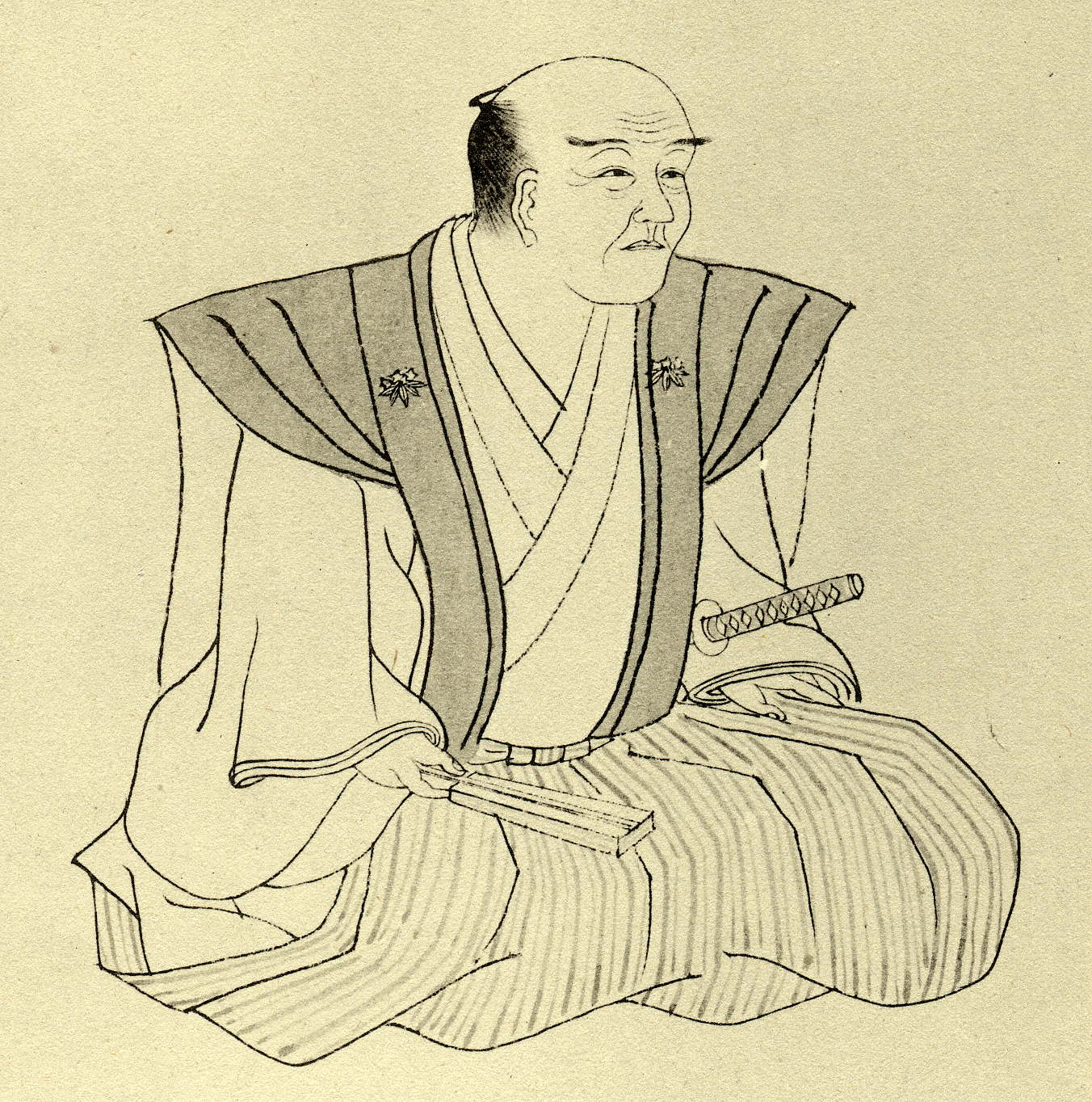
Ishikawa Masamochi

Ishikawa Masamochi  (japanisch 石川 雅望; geboren 7. Januar 1754 in Edo (Provinz Musashi); gestorben 16. Mai 1830 daselbst) war in der späten Edo-Zeit ein japanischer Verfasser von „Kyōka“ (狂歌) – also humoristischen, satirischen Kurzgedichten, Verfasser von Unterhaltungsliteratur und Kokugaku-Gelehrter. Als Kyōka-Verfasser nannte er sich „Yadoya no Meshimori“ (宿屋飯盛).

## Leben und Wirken
Ishikawa Masamochi betrieb im Stadtteil Kodenmachō im heutigen Chuo-ku von Tokio ein Wirtshaus und nannte sich Nukaya Shichibei (糠屋 七兵衛). Sein Vater Ishikawa Toyonobu (石川 豊信) war ein  bekannter Ukiyoe-Künstler. Masamochi lernte von klein auf gerne, er wurde von Tsumura Sōan (津村 淙庵; 1736–1806), einem Vertreter der „Wagaku“ (和学), also des altjapanischen Denkens, und von Yoshiya Sekiyō (古屋 昔陽; 1734–1806) in chinesischer Literatur unterrichtet. Im Rahmen der aufkommenden Kyōka-Mode wurde er Schüler von Ōta Nampo (大田 南畝; 1749–1823), der sich auch Yomono Akara (四方 赤良) nannte, und Shokusanjin (蜀山人 1749–1823) und verfiel diesem Gedichtstil.
Ab 1784 publiziert er, angefangen mit den Kyōka-Büchern „Taiboku no haegiwa“ (大木の生限) und „Futoi no ne“ (太の根), viele Schriften und wurde als neuer Stern gleichgestellt mit dem Kyōka-Lehrmeister Shikatsube no Magao (鹿津部 真顔; 1753–1829). 1791 wurde er jedoch im Zusammenhang mit dem Familienbesitz angeklagt und dann unschuldig verurteilt. Er musste für mehr als 10 Jahre Edo verlassen, was ihn sehr schmerzte. Er befasste sich eingehend mit der „Nationallehre“ (国学, Kokugaku), verfasste das Wörterbuch „Gagen shūran“ (雅言集覧), einen Kommentar „Gensho Yodori“ (源注余滴), und schrieb die Kyōka-Sammlungen „Miyako no Teburi“ (都の手ぶり) – etwa „Gebräuche der Hauptstadt“, „Azuma Namari“ (吾嬬那万里), das Lesebuch „Hida no takumi monogatari“ (飛騨匠物語) etc.
Die Kyōkawelt nannte Ishikawas Gedichtform in seiner Abwesenheit „Haikaika“ (俳諧歌) – „Ursprüngliches Haiku-Gedicht“, betrachtete sie als nicht echte Kyōka. Er verfasste nach seiner Rückkehr nach Edo als Antwort darauf die „Kyōka Hyakunin Isshū“ (狂歌百人一) und bekräftigte damit die Haikaika-Form. In seinen späteren Jahren lebte Ishikawa in Reishijima-shinminato-chō (霊岸島新湊) im heutigen Chūō-ku und schrieb viele Kyōka-Bücher, angefangen mit „Mandai kyōka-shū“ (万代狂歌集), das er mit seinem ältesten Sohn Jingairō Kiyozumi (塵外楼 清澄; 1786–1834) als eine Art Lehrbuch herausgab.